# Nithya Menen
Nithya Menen (n. 8 de abril de 1988) es una actriz y cantante de playback india. Es muy conocida en la industria cinematográfica del Sur de la India.

## Biografía
Nithya Menen nació en Bangalore, Karnataka en el seno de una familia malayali y estudió periodismo en el Instituto Manipal de Comunicación. Sus padres son de Bangalore. Ella dijo una vez en una entrevista que nunca quiso ser actriz, pero un periodista como ella era también "idealista", le hizo sentir que el periodismo no era para ella. Decidió entonces  convertirse en directora de cine en la que pudo expresar sus ideas "mejor a través de películas" y se inscribió en un curso de cinematografía en la FTI en Pune. Durante su examen de ingreso, conoció a Nandini Reddy y fue quien la convenció para asumir en el mundo de la actuación. Nandini Reddy más adelante ejerció la carrera como directora y pudo firmar un contrato para debutar como actriz de cine siendo su primer proyecto.

## Filmografía

### Como actriz
| Año  | Película                      | Personaje                  | Idioma          | Notas |
| ---- | ----------------------------- | -------------------------- | --------------- | --- |
| 1998 | Hanuman                       | Anja's sister              | English         | As child artist |
| 2001 | Choti Maa – Ek Anokha Bandhan | Koyna                      | Hindi           | As child artist |
| 2005 | Seven O' Clock                | Anu                        | Kannada         | |
| 2008 | Akasha Gopuram                | Hilda Varghese             | Malayalam       | |
| 2009 | Josh                          | Meera                      | Kannada         | Nominated—Filmfare Award for Best Supporting Actress – Kannada                                                                                  |
| 2009 | Vellathooval                  | Jiya                       | Malayalam       | |
| 2009 | Kerala Cafe                   | Nithya                     | Malayalam       | |
| 2009 | Angel John                    | Sofia                      | Malayalam       | |
| 2010 | Apoorvaragam                  | Nancy                      | Malayalam       | |
| 2010 | Anwar                         | Asna                       | Malayalam       | |
| 2011 | Aidondla Aidu                 | Gowri                      | Kannada         | |
| 2011 | Ala Modalaindi                | Nithya                     | Telugu          | Nandi Award for Best Actress Nominated—Filmfare Award for Best Telugu Actress Nominated—Filmfare Award for Best Female Playback Singer – Telugu |
| 2011 | Urumi                         | Chirakkal Bala             | Malayalam       | Nominated—Filmfare Award for Best Supporting Actress – Malayalam                                                                                |
| 2011 | 180                           | Vidya                      | Telugu          | |
| 2011 | Nootrenbadhu                  | Vidya                      | Tamil           | Nominated—Vijay Award for Best Actress |
| 2011 | Violin                        | Angel                      | Malayalam       | |
| 2011 | Veppam                        | Revathy                    | Tamil           | |
| 2011 | Makaramanju                   | Model                      | Malayalam       | |
| 2012 | Ishq                          | Priya                      | Telugu          | CineMAA Award for Best Actress (Jury) Nominated—CineMAA Award for Best Actress                                                                  |
| 2012 | Thalsamayam Oru Penkutty      | Manjula Ayyapan            | Malayalam       | |
| 2012 | Karmayogi                     | Moonumani                  | Malayalam       | |
| 2012 | Ustad Hotel                   | Shahana                    | Malayalam       | |
| 2012 | Doctor Innocent aanu          | Anna                       | Malayalam       | Extended Cameo appearance |
| 2012 | Bachelor Party                | Neethu                     | Malayalam       | |
| 2012 | Poppins                       | Major Prathap Varma's wife | Malayalam       | |
| 2013 | Okkadine                      | Shailaja                   | Telugu          | |
| 2013 | Jabardasth                    | Saraswati                  | Telugu          | |
| 2013 | Myna                          | Myna                       | Kannada         | |
| 2013 | Gunde Jaari Gallanthayyinde   | Shravani                   | Telugu          | Filmfare Award for Best Telugu Actress |
| 2014 | Malini 22 Palayamkottai       | Malini                     | Tamil           | |
| 2014 | Bangalore Days                | Natasha                    | Malayalam       | |
| 2014 | Malini 22                     | Malini                     | Telugu          | Completed |
| 2014 | JK Enum Nanbanin Vaazhkai     |                            | Tamil           | Completed |
| 2014 | Yemito Ee Maaya               | Telugu                     | Completed       | |
| 2014 | 100 Days of Love              |                            | Malayalam       | Filming |
| 2014 | Malli Malli Idhi Rani Roju    |                            | Telugu          | Filming |
| 2014 | Appavin Meesai                |                            | Tamil           | Filming |
| 2014 | Muni 3: Ganga                 |                            | Tamil           | Filming |
| 2014 | Okay Kanmani                  |                            | Tamil Malayalam | Filming Bilingual in Tamil and Malayalam. |

### Como cantante de playback
| Año  | Canción                      | Película                    | Idioma           | Composición      |
| ---- | ---------------------------- | --------------------------- | ---------------- | ---------------- |
| 2010 | Payasa                       | Aidondla Aidu               | Kannada          | Abhijit-Joe      |
| 2011 | Edo Anukunte                 | Ala Modalaindi              | Telugu Malayalam | Kalyani Malik    |
| 2011 | Ammammo Ammo                 | Ala Modalaindi              | Telugu Malayalam | Kalyani Malik    |
| 2012 | Oh Priya Priya               | Ishq                        | Telugu           | Anoop Rubens     |
| 2012 | Payasam                      | Poppins                     | Malayalam        | Ratheesh Vegha   |
| 2013 | Arere Arere                  | Jabardasth                  | Telugu           | S. Thaman        |
| 2013 | Doore Doore Neengi           | Natholi Oru Cheria Meenalla | Malayalam        | Abhijith         |
| 2013 | Modala Maleyante (Duet)      | Myna                        | Kannada          | Jassie Gift      |
| 2013 | Thu Hi Rey                   | Gunde Jaari Gallanthayindhe | Telugu           | Anoop Rubens     |
| 2013 | Hi my name is malini         | Malini 22 Palayamkottai     | Tamil            | Arvind & Shankar |
| 2013 | Kanneer Thulilye (Duet)      | Malini 22 Palayamkottai     | Tamil            | Arvind & Shankar |
| 2013 | Madharthamma (Immigrant Mix) | Malini 22 Palayamkottai     | Tamil            | Arvind & Shankar |
| 2013 | Hi my name is malini         | Malini 22                   | Telugu           | Arvind & Shankar |
| 2013 | Navve Kaluva (Duet)          | Malini 22                   | Telugu           | Arvind & Shankar |
| 2013 | Yennali (Immigrant Mix)      | Malini 22                   | Telugu           | Arvind & Shankar |

## Premios
- 2011: The Hyderabad Times Film Awards 2011-Promising Newcomer female in Ala Modalaindi.[6]
- 2012: Nandi Award for Best Actress – Ala Modalaindi
- 2012: Thikkurissy Foundation Award for Most Popular Actress[7][8]
- 2012: Ugadi Puraskar Award for Best Actress – Ala Modalaindi[9]
- 2013:Vanitha Film Awards for Best Pair – Ustad Hotel[10]
- 2013:2nd South Indian International Movie Awards for Rising Star of South Indian Cinema (female)
- 2013:Filmfare Award for Best Telugu Actress for Gunde Jaari Gallanthayyinde
- 2014:Pending -3rd South Indian International Movie Awards for Best Actress – Gunde Jaari Gallanthayyinde